# نبردناو یاماتو
| یاماتو                     | یاماتو |
| -------------------------- | --- |
| نبردناو یاماتو در سال ۱۹۴۱ | |
| اطلاعات کلی                | |
| برگرفته از نام             | استان یاماتو |
| نوع کشتی                   | نبردناو |
| کلاس                       | یاماتو |
| کشور سازنده                | ژاپن |
| ساخت کارخانه               | شرکت Kure DY |
| تاریخ سفارش                | مارس ۱۹۳۷ |
| ورود به ناوگان             | ۸ اگوست ۱۹۴۰ |
| مشخصات                     | |
| طول کشتی                   | ۲۶۳ متر |
| پهنای بدنه                 | ۳۸٫۹ متر |
| ارتفاع ستون                | ۱۱ متر |
| بارگیری استاندارد          | ۶۵٫۰۲۷ تن |
| حداکثر ظرفیت بارگیری       | ۷۱٫۶۵۹ تن |
| نوع موتور                  | ۱۲ دیگ بخار به ۴ توربین ۱۵۰٫۰۰۰ اسب بخار |
| ضخامت زره دور کشتی         | ۶۵۰ میلی‌متر |
| ضخامت زره عرشه کشتی        | ۲۰۰ میلی‌متر (مرکز) ۲۲۶٫۵ (بیرون) |
| زره برج جنگ‌افزار           | ۴۱۰ میلی‌متر |
| تعداد خدمه                 | ۲۸۰۰ نفر |
| سرعت                       | ۲۷ گره |
| برد عملیاتی                | ۷٫۲۰۰ مایل دریایی با سرعت ۱۶ گره |
| جنگ‌افزارها                 | |
| توپخانه                    | ۱۹۷۱ ۴۶ سانتیمتری × ۹ ۱۵۵ میلی‌متری × ۱۲ ۱۲۷ میلی‌متری × ۱۲ ۲۵ میلی‌متری × ۲۴ ۱۹۴۵ ۴۶ سانتیمتری × ۹ ۱۵۵ میلی‌متری × ۶ ۱۲۷ میلی‌متری × ۲۴ ۲۵ میلی‌متری × ۱۶۲ ۱۳٫۲ میلی‌متری × ۴ |
| هواگردهای قابل حمل         | ۷ |
| سرنوشت                     | |
| تاریخ و محل غرق شدن        | ۷ آوریل ۱۹۴۵، شمال اوکیناوا |
| تاریخ خروج از خدمت         | آوریل ۱۹۴۵ |
| تاریخ و محل اوراق شدن      | قطعاتی از این کشتی در اوکیناوا پیداشد |

نبردناو یاماتو (به ژاپنی: 大和) نبردناو ژاپنی بود که امپراتوری ژاپن، در جنگ جهانی دوم استفاده می‌کرد. نام این نبردناو، برگرفته از نام استان یاماتو است. نبردناو یاماتو، رهبری و هدایت نبردناوهای کلاس یاماتو را، در جنگ جهانی دوم و در جهت حفاظت و تأمین امنیت نیروی دریایی سلطنتی ژاپن برعهده داشت. او و نبردناو خواهر خوانده‌اش نبردناو موساشی، سنگین‌ترین و پرقدرت‌ترین نبردناوهایی بودند که تاکنون ساخته شده‌اند. جابجایی ۷۲٫۸۰۰ تن محموله در هر بارگیری کامل و مجهز بودن به ۹ توپ‌خانه ۴۶ سانتیمتری به عنوان توپ‌خانه محوری از ویژگی‌های منحصربه‌فرد این نبردناو بود. این بزرگترین نبرد ناو جنگ جهانی دوم بود
این نبردناو در ۱۹۳۷ به آب انداخته شد و پس از یک هفته راه‌اندازی گشت. پس از حمله به پرل هاربر در ۷ دسامبر ۱۹۴۱، یاماتو برای مبارزه با نبردناوهای قدرتمند ایالات متحده، که رقیب اصلی ژاپن در اقیانوس آرام محسوب می‌شد، انتخاب گردید. در سال ۱۹۴۲، یاماتو، پرچم‌دار کشتی‌های ناوگان ترکیبی ژاپن شد و در ژوئن ۱۹۴۲، دریابد ایسوروکو یاماموتو به فرماندهی این نبردناو منصوب گردید. دریابد یاماموتو در اوایل ۱۹۴۳، هدایت ناوگان را در نبرد میدوی برعهده داشت. این نبرد برای امپراتوری ژاپن، فاجعه‌آمیز بود و ناوگان ایالات متحده موفق شد تا در آن به پیروزی برسد. اطلاعات دقیق آمریکایی‌ها سبب شد که از نقشه دریابد یاماموتو از پیش آگاه شده و ضربات سهمگینی بر ژاپنی‌ها وارد آوردند. پس از این نبرد به حضور نظامی ژاپن در اقیانوس آرام مرکزی پایان داده شد.
این نبردناو در ۷ آوریل ۱۹۴۵، پس از برخورد چندین اژدر و بمب، از جانب ناوگان ایالات متحده آمریکا، در شمال اوکیناوا غرق شد.